# Abby Maria Hemenway
Abby Maria Hemenway (ur. 7 października 1828, Ludlow w stanie Vermont, zm. 24 lutego 1890, Chicago w stanie Illinois) – amerykańska nauczycielka, historyczka, wydawca i poetka.

## Życiorys
Abby Maria Hemenway była córką Daniela Sheffielda Hemenwaya (1795 - 1870) i Abigail Dany Barton Hemenway (1798 - 1866). Miała dziewięcioro rodzeństwa. Urodziła się w miejscowości Ludlow w stanie Vermont. W tym miejscu uczęszczała do Black River Academy, renomowanej szkoły średniej, którą ukończył między innymi prezydent Calvin Coolidge. Potem przez pewien czas była nauczycielką w stanie Michigan. Po powrocie do Ludlow zainteresowała się lokalną literaturą stanu Vermont.
W 1864 roku przeszła z wyznania baptystycznego na katolicyzm, podobnie jak w Anglii John Henry Newman i Gerard Manley Hopkins. Było to uznawane za akt odwagi, ponieważ niewielu mieszkańców Nowej Anglii praktykowało religię rzymskokatolicką. W 1886 roku została potrącona przez sanie i doznała złamania obojczyka. Zmarła w 1890 roku w Chicago wyniku udaru mózgu. Została pochowana na Pleasant View Cemetery w rodzinnym Ludlow.
Abby Maria Hemenway była wielką patriotką rodzinnego stanu Vermont. W 1858 roku wydała antologię Poets and Poetry of Vermont (Poeci i poezja ze stanu Vermont).
Biografię poetki zatytułowaną The Passion of Abby Hemenway. Memory, Spirit, and the Making of History (Pasja Abby Hemenway. Pamięć, duch i pisanie historii) napisała Deborah Pickman Clifford.

## Twórczość
Abby Maria Hemenway była zarówno poetką oryginalną, jak i edytorem i historykiem swojego regionu. Zamierzała napisać dzieje wszystkich miast swojego stanu. W jej czasach historia była wicąż dziedzina zastrzeżona dla mężczyzn, więc działalność autorki była czymś wyjątkowym. W 1865 roku Abby Maria Hemenway wydała pod pseudonimem Mariè Josephine tom poetycki The Mystical Rose (Róża mistyczna), będący wierszowaną biografią Najświętszej Marii Panny. Opublikowała też jego kontynuację The House of Gold and the Saint of Nazareth. A Poetical Life of Saint Joseph (Dom ze złota i święty z Nazaretu. poetycki żywot świętego Józefa, 1873).
Jako historyk Abby Maria Hemenway wydała Vermont Quarterly Gazetteer, a następnie, w latach 1867-1882, cztery tomy Vermont Historical Gazetteer. Piąty przygotowany przez nią tom opublikowała po śmierci autorki, w 1891 roku, jej siostra. Materiały do tomu szóstego i siódmego nigdy nie zostały wydane drukiem. Przechodziły z rąk do rąk i uległy zniszczeniu w trakcie pożaru w Karolinie Północnej w 1911 roku.